# Юматовская волость
Юматовская волость (тат. يۈمات ۋولىٰسىٰ, Юмат вулысы) — административно-территориальная единица в составе Свияжского уезда Казанской губернии и Свияжского кантона Татарской АССР.
Волостное правление находилось в селе Юматово; там же находилась и квартира полицейского урядника.
В настоящее время территория волости находится в составе Верхнеуслонского района Татарстана.

## География
Волость находилась в северо-западной части уезда, граничила на севере с Ильинской волостью Казанского уезда, на западе — с Верхне-Услонской волостью, на юге — с Косяковской волостью, на юго-западе — с Ташёвской волостью, на западе — Клянчинской и Ширданской волостями. Северной границей волости являлась Волга.

## История
Волость была образована не позднее 1861 года. По декрету «Об Автономной Татарской Социалистической Советской Республике» вошла в состав Свияжского кантона Татарской АССР. 
После укрупнения волостей в 1924 году упразднена, бо́льшая часть вошла в состав Свияжской волости, за исключением селений Куралово и Русское Бурнашево, вошедших в состав Макуловской волости.

## Население
| 1914 |
| ---- |
| 9063 |

Национальный состав (1905): русские — 6782 чел. (100 %).

### Населённые пункты
| №  | Населённые пункты               | Население (1897 год) | Население (1907 год) | Преобладающая национальность | Современный статус             |
| -- | ------------------------------- | -------------------- | -------------------- | ---------------------------- | ------------------------------ |
| 1  | село Юматово                    | 433                  | 460                  | русские                      | село, Верхнеуслонский район    |
| 2  | село Русское Бурнашево          | 1092                 | 1381                 | русские                      | село, Верхнеуслонский район    |
| 3  | сельцо Куралово                 | 991                  | 1055                 | русские                      | село, Верхнеуслонский район    |
| 4  | село Татарское Бурнашево        | 871                  | 990                  | русские                      | село, Верхнеуслонский район    |
| 5  | деревня Гаврилково              | 171                  | 210                  | русские                      | деревня, Верхнеуслонский район |
| 6  | деревня Крутой Враг             | 146                  | 139                  | русские                      | не существует                  |
| 7  | деревня Чухманка                | 214                  | 261                  | русские                      | не существует                  |
| 8  | деревня Гордеево                | 274                  | 239                  | русские                      | не существует                  |
| 9  | деревня Тихий Плёс              | 374                  | 445                  | русские                      | деревня, Верхнеуслонский район |
| 10 | деревня Волково                 | 256                  | 300                  | русские                      | не существует                  |
| 11 | деревня Ломовка                 | 345                  | 422                  | русские                      | деревня, Верхнеуслонский район |
| 12 | деревня Савино                  | 516                  | 541                  | русские                      | деревня, Верхнеуслонский район |
| 13 | деревня Медведково              | 266                  | 296                  | русские                      | деревня, Верхнеуслонский район |
| 14 | село Введенская Слобода         | 354                  | 564                  | русские                      | село, Верхнеуслонский район    |
| 15 | деревня Гречушка                | 35                   | ?                    | русские                      | не существует                  |
| 16 | деревня Шевлягино               | 141                  | ?                    | русские                      | не существует                  |
| 17 | деревня Петропавловская Слобода | 188                  | 207                  | русские                      | посёлок, Верхнеуслонский район |
| 18 | деревня Елизаветино             | 156                  | 213                  | русские                      | деревня, Верхнеуслонский район |

## Религия, образование и экономика
На 1909 г. на территории волости находилось 4 церкви. В 1905 году действовали 5 земских школ, 2 церковно-приходские школы и 1 школа грамотности; в них обучались 237 мальчиков и 95 девочек.
В 1911 г. было создано Юматовское кредитное товарищество.